# باشگاه ورزشی هیرنفین
باشگاه ورزشی هیرنفین (به هلندی: SC Heerenveen) باشگاه فوتبال هلندی است که در شهر هیرنفین قرار دارد و هم‌اکنون در لیگ برتر فوتبال هلند بازی می‌کند.
این باشگاه در تاریخ ۲۰ ژوئیه ۱۹۲۰ تأسیس شده‌است.

## افتخارات
- لیگ برتر فوتبال هلند
  - نایب قهرمانی (۱): ۲۰۰۰–۱۹۹۹
- جام حذفی فوتبال هلند
  - قهرمانی (۱): ۰۹–۲۰۰۸
  - نایب قهرمانی (۲): ۹۷–۱۹۹۶, ۹۳–۱۹۹۲
- لیگ دسته دوم فوتبال هلند
  - برندهٔ پلی‌آف (۲): ۹۰–۱۹۸۹، ۹۳–۱۹۹۲
  - نایب قهرمانی (۱): ۸۱–۱۹۸۰
- لیگ دسته سوم فوتبال هلند
  - قهرمانی (۱): ۷۰–۱۹۶۹
  - برندهٔ پلی‌آف (۱): ۶۰–۱۹۵۹

## بازیکنان ایرانی
رضا قوچان‌نژاد: (۲۰۰۵–۲۰۰۹)، (۲۰۱۶–۲۰۱۸)
 علیرضا جهانبخش: (۲۰۲۴-)